# Нітрозоній

Мезомерні форми катіона нітрозонію.

Нітрозо́ній (також нітрози́л, англ. nitrosonium) — катіон зі структурною формулою [NO]+. Формально є катіоном моноксиду азоту.

## Одержання
Джерелом катіонів нітрозонію зазвичай є сполуки, що вже містять нітрозоній у своєму складі, напр. хлорид нітрозонію, нітрозилсульфатна кислота, або ж тетрафтороборат нітрозонію.

Структурна формула хлориду нітрозонію
Структурна формула нітрозилсульлфатної кислоти
Структурна формула тетрафтороборату нітрозонію

Однак, ці сполуки (і, відповідно, нітрозоній) також можна отримати in situ шляхом реакції нітриту натрію з відповідною мінеральною кислотою: В кислому середовищі нітрит-аніони протонуються до нітритної кислоти, а при подальшому протонуванні утворюється катіон нітрозонію:

## Хімічні властивості

### Гідроліз
Нітрозоній утворює з водою нітритну кислоту:
{\displaystyle {\ce {NO+ + H2O -> HONO + H+}}}
З цієї причини нітрозонієвмісні речовини мають зберігатись в безводних умовах. У присутності основи нітрозоній утворює нітрит-аніон:
{\displaystyle {\ce {NO+ + 2 NaOH -> NaNO2 + Na+ + H2O}}}

### Діазотування
Нітрозоній є ключовим реагентом при утворенні діазосполук з ароматичними або аліфатичними амінами. Найбільше значення має реакція з ароматичними амінами — діазотування:

### Окисно-відновні властивості
Нітрозоній (наприклад, у формі твердого NOBF4) є сильним окисником:
- У дихлорометані він має редокс-потенціал 1.00 V проти фероцену (1.46–1.48 V проти каломельного електроду);
- В ацетонітрилі редокс-потенціал складає 0.87 V проти фероцену (1.27–1.25 V  проти каломельного електроду).

Продуктом редокс-реакції є NO, що може бути легко виведений з реакційної суміші потоком азоту. Важливо відмітити, що NO в присутності кисню повітря легко окислюється до NO2, який може спричинити побічні реакції; тому, присутність NO в реакції має бути зведена до мінімуму.

### Нітрозилювання аренів
Електрононадлишкові арени (наприклад, анізол) можуть утворювати нітрозосполуки з NO+:
{\displaystyle {\ce {CH3OC6H5 + NOBF4 -> CH3OC6H4NO + HBF4}}}

### Нітрозильні комплекси металів
Нітрозоній реагує з деякими карбонільними комплексами і утворює відповідні нітрозильні комплекси:
{\displaystyle {\ce {(C6Et6)Cr(CO)3 + NOBF4 -> [(C6Et6)Cr(CO)2(NO)]BF4 + CO}}}